# Morris Venden
Morris L. Venden (5 de abril de 1932 – 10 de fevereiro de 2013) foi um proeminente escritor, pregador e professor adventista do sétimo dia. Ele também foi membro da equipe Voz da Profecia como orador associado.

## Biografia
Morris Venden é filho de Melvin Venden e Ivy Ruth Venden. Ele se formou na Academia Adventista de Fresno em 1949, e recebeu um diploma do Pacific Union College, bem como vários títulos honorários. Ele morreu em 10 de fevereiro de 2013, em College Place, Washington, sucumbindo a FTD (Frontotemporal Dementia), uma forma rara de demência.
Ele foi pastor em várias grandes igrejas adventistas do sétimo dia como a La Sierra University Church e a Pacific Union College Church, no campus do Pacific Union College, na Califórnia, e a Union College Church, em Nebraska. Mais tarde, ele pastoreou a Igreja Adventista do Sétimo Dia Azure Hills perto de Loma Linda, Califórnia, da qual se aposentou em agosto de 1998. 
Venden então se juntou à equipe Voice of Prophecy como palestrante associado. Além de aparecer nas transmissões de rádio da Voz da Profecia, ele também foi um orador popular. Uma fonte o descreveu como um "mestre" na arte da pregação entre os adventistas do sétimo dia.
Venden era casado com Marilyn e, juntos, ministravam principalmente a estudantes e jovens profissionais.
Venden foi um forte defensor da justificação e da santificação somente pela fé desafiando os  Pilares do Adventismo do Sétimo Dia. Ele é lembrado por assuntos relacionados a graça e suas parábolas de humor negro. Como um jovem ministro, ele foi profundamente influenciado por HMS Richards, Sr., o fundador do programa de rádio Voice of Prophecy.

## Polêmicas
Venden foi um destacado defensor do tema justificação pela fé, em terreno cultural dos adventistas do sétimo dia,  que se destacavam por ênfase na lei, no sábado, em comidas,  e nas obras.  Por causa disto, Venden foi motivo de muita discussão interna e reformas teológicas que se sucederam após o mesmo. Suas propostas foram antecedidas por Ellet. J Waggoner e Alonzo Trevier Jones desde principalmente, o conturbado Concilio de Mineápoles de 1888. No Brasil teve representantes de suas ideias principalmente por Alejandro Bullon que implementou muitas reformas em prol de uma mentalidade adventista com maior centralização em Jesus, que na lei ou sábado, dando  menor destaque a eficiência das obras em relação ao poder da fé em restaurar o ser humano, no processo de santificação. 

## Publicações
Venden escreveu para uma audiência de membros da Igreja Adventista do Sétimo Dia e publicou mais de 30 livros. Entre eles "95 teses de justificação pela fé" o qual fez uma revolução no pensamento adventista caracterizado pelo legalismo e exclusivismo religioso, por isso foram publicados por editoras não acadêmicas da Igreja Adventista do Sétimo Dia que não lhe apoiaram.
- 1978, Salvation By Faith & Your Will. Publicação do sul.ISBN 0-8127-0190-9
- 1979, Do Êxodo ao Advento
- 1980, Faith that works, (Daily Devotional), Review and Herald
- 1982, Good News and Bad News about the Judgment, Pacific Press .ISBN 0-8163-0484-X
- 1982, Como Tornar o Cristianismo Real
- 1982, The Pillars, Pacific Press
- 1982, The Return of Elijah, Pacific Press
- 1983, Obedience of Faith, Review and Herald.
- 1983, To Know God: A 5-Day Plan. Review and Herald.ISBN 0-8280-0220-7
- 1984, Common Ground, Review and Herald.
- 1984, Uncommon Ground, Review and Herald.
- 1984, Higher Ground, Review and Herald.
- 1984, What Jesus Said About. . . . , Pacific Press
- 1986, How Jesus Treated People, Pacific Press.ISBN 0-8163-0621-4
- 1986, Parables of the Kingdom, Pacific Press
- 1986, Your Friend, the Holy Spirit, Pacific Press
- 1987, Como Conhecer a Vontade de Deus em Sua Vida . Pacific Press.ISBN 0-8163-0719-9
- 1987, 95 Theses on Righteousness by Faith . Pacific Press.ISBN 0-8163-1954-5
- 1988, Lá vou eu, Pronto ou Não . Pacific Press.ISBN 0-8163-0733-4
- 1991, Hard to Be Lost, Pacific Press
- 1992, Ame a Deus e faça o que quiser . Pacific Press.ISBN 0-8163-1089-0
- 1993, God Says, But I Think . Pacific Press.ISBN 0-8163-1137-4
- 1994, Modern Parables . Pacific Press.ISBN 0-8163-1196-X
- 1995, The Last Trolley Out . Pacific Press.ISBN 0-936785-92-6
- 1996, Never Without a Intercessor, Pacific Press, Update of Good News and Bad News about the Judgment
- 1996, é quem você conhece . Pacific Press.ISBN 0-904748-46-4
- 1999, Faith That Works . Review and Herald.ISBN 0-8280-1435-3
- 2005, Por que eles não me contaram?: Compartilhar Jesus não é algo que fazemos, é quem somos. Pacific Press.ISBN 0-8163-2080-2
- Mais Sobre Jesus Seminar, vol. 1., vol. 2. e vol. 3. DVD com seu filho Lee Venden.